# The Fabulous Life of
The Fabulous Life Of - program telewizyjny odtwarzany na MTV oraz Zone Club i 4fun.tv. Pierwszy odcinek został wyemitowany w 2003 roku i mówił o życiu Britney Spears. Program ma za zadanie pokazać życie współczesnych gwiazd. Największą sławę przyniósł im pokaz życia gwiazd typu Britney Spears, Jennifer Lopez, Paris Hilton. 
Lista programów :
- The Fabulous Life of... Summer Super Spenders
- The Fabulous Life of... Nelly
- The Fabulous Life of... Hollywood It Girls
- The Fabulous Life of... Oprah
- The Fabulous Life of... The Fabulous 40
- The Fabulous Life of... Celebrity Super Spenders
- The Fabulous Life of... Celebrity Kids
- The Fabulous Life of... Paris Hilton
- The Fabulous Life of... Miami
- The Fabulous Life of... World's Most Fantabulous Rides
- The Fabulous Life of... Mötley Crüe
- The Fabulous Life of... Martha Stewart
- The Fabulous Life of... Celebrity Couples
- The Fabulous Life of... Nicole Richie
- The Fabulous Life of... Presents: Celebrity Rags to Riches
- The Fabulous Life of... Britney and Kevin
- The Fabulous Life of... Celebrity Religion
- The Fabulous Life of... Rags to Riches
- The Fabulous Life of... Marc and J.Lo
- The Fabulous Life of... London
- The Fabulous Life of... Hip Hop Superspenders '05
- The Fabulous Life of... Snoop Dogg
- The Fabulous Life of... Lindsay Lohan
- The Fabulous Life of... Celebrity Pets
- The Fabulous Life of... Celebrity Weddings
- The Fabulous Life of... The Women Of Desperate Housewives
- The Fabulous Life of... Celebrity Wives
- The Fabulous Life of... Today's Hottest Supermodels
- The Fabulous Life of... Las Vegas
- The Fabulous Life of... Fabulous 40 for 2006 Part 1
- The Fabulous Life of... Fabulous 40 for 2006 Part 2
- The Fabulous Life of... Celebrity Swag (Perks)
- The Fabulous Life of... Superspenders '05
- The Fabulous Life of... The 10 Hottest Celebrity Winter Getaways
- The Fabulous Life of... Celebrity Relatives
- The Fabulous Life of... Young, Hot Hollywood
- The Fabulous Life of... Kept Men
- The Fabulous Life of... Hollywood's Most Amazing Comebacks
- The Fabulous Life of... Filthy Rich Billionaires
- The Fabulous Life of... Celebrity Kids 2006
- The Fabulous Life of... Celebrity Homes '06
- The Fabulous Life of... Brad And Angelina's Baby
- The Fabulous Life of... the CLAN
- The Fabulous Life of... Insane Celebrity Real Estate '06
- The Fabulous Life of... Kelly Ripa
- The Fabulous Life of... My Big Phat Fabulous Wedding
- The Fabulous Life of... 25 Dumbest Celebrity Extravagances
- The Fabulous Life of... Entourages
- The Fabulous Life of... Celebrity Comebacks